# Gymnomuraena zebra
Gymnomuraena zebra és una espècie de peix de la família dels murènids i de l'ordre dels anguil·liformes.

## Morfologia
Els mascles poden assolir els 150 cm de longitud total.

## Distribució geogràfica
Es troba des del Mar Roig i l'Àfrica oriental fins a les Illes de la Societat, les Illes Ryukyu,les Hawaii i la Gran Barrera de Corall. També des de la Península de Baixa Califòrnia (Mèxic) i Guatemala fins al nord de Colòmbia, incloent-hi les Illes Galápagos.